# Tatort: Cherchez la femme oder Die Geister vom Mummelsee
Cherchez la femme oder Die Geister vom Mummelsee ist eine Folge der ARD-Krimireihe Tatort. Die vom Südwestfunk produzierte Episode wurde erstmals am 4. März 1973 in der ARD ausgestrahlt. Es ist der erste Fall mit Kommissar Gerber aus Baden-Baden. Die Kostüme erstellte Ilse Nentwig.

## Handlung
Eine Reisegruppe, die größtenteils aus Kiel stammt, ist mit dem Reisebus unterwegs im Dreiländereck zwischen Deutschland, der Schweiz und Frankreich. Auf der Reise sind auch zwei befreundete Kolleginnen unterwegs, Ella Kern und Martha Turowski.  
Nach einer Fahrt über die Schwarzwaldhochstraße macht die Reisegruppe zur Übernachtung Halt im Hotel am Mummelsee. Die alkoholkranke Martha Turowski schläft in der Bustoilette ein, nachdem sie dort aus ihrer Schnapsflasche getrunken hat. Erst einige Zeit nach dem Abendessen taucht sie im Hotel auf. Den Abend verbringen die meisten Gäste im Hotel, einige wenige sind draußen unterwegs. Unter den Mitreisenden wird über Frau Turowski und Frau Kern geredet, die sich im Streit entzweit haben wegen eines mitreisenden Mannes, dem Vertreter Klaus-Dieter Kladde. Plötzlich ertönt ein Schrei, Martha Turowski wird bewusstlos aus dem See geholt. Wiederbelebungsversuche sind jedoch erfolglos, Martha Turowski ist tot.
Kommissar Gerber nimmt die Ermittlungen auf. Er befragt Herrn Kladde, dieser tut sein Verhältnis zu Frau Turowski als Techtelmechtel ab. Die Mitreisenden geben hingegen zu Protokoll, Kladde habe zuerst um Frau Turowski und dann um Frau Kern geworben und beiden nacheinander die Ehe versprochen. Der Reiseleiter Herr Lüdecke sagt aus, dass Frau Turowski sich kurz vor ihrem Tod ziemlich betrunken auf der Bustoilette eingeschlossen habe und er sie aus der misslichen Lage befreit habe. Die Situation sei ihr sichtlich unangenehm gewesen. Die Obduktion ergibt unteressen, dass Frau Turowski ertrunken ist, die Alkoholkonzentration im Blut ist jedoch relativ gering. Im Magen befinden sich noch Reste von Schlafmitteln.
Gerber findet zudem heraus, dass Herr Kladde sich gewöhnlich in Spielbanken aufhält. Zudem ist er wegen Betrugs und Heiratsschwindel vorbestraft. Frau Turowski hatte ihm ihr gesamtes Geld gegeben, weil er ihr erzählt hatte, er habe in Frankreich Geschäfte und wolle mit ihr in Frankreich ein neues Leben beginnen. Außerdem wollte ihm auch Ella Kern einen größeren Geldbetrag überlassen, weil er ihr das gleiche versprochen hatte. Gerber vermutet, dass Kladde Martha Turowski getötet hat, weil sie dahintergekommen ist, dass er sie hintergangen hat, und ihn anzeigen wollte. Herr Kladde wird wegen Mordverdachts festgenommen. 
Kladde erzählt dem Kommissar, dass Ella Kern ihrer ehemaligen Freundin heimlich das Schlafmittel in den Schnaps gegeben habe, damit sie sich ungestört mit Kladde nach Frankreich absetzen könnte, ohne dass Martha Turowski davon erfährt. Unterdessen wird Reiseleiter Lüdecke ermordet in Herrn Brödersens Zimmer aufgefunden. Kladde wird daraufhin freigelassen, weil er somit als Täter ausscheidet. Der junge Herr Niebüll verständigt Kommissar Gerber, weil in sein Zimmer eingebrochen und sein Gepäck durchwühlt worden ist. 
Bei einem Ausflug zur Burg Hohenbaden sieht Niebüll, wie die Studienrätin Frau Dr. Lorenz sich an seiner Fotoausrüstung zu schaffen macht und versucht, einen Film zu stehlen. Frau Dr. Lorenz flieht, Niebüll verfolgt sie. Unterdessen findet das Hotelpersonal unbenutzte Handtücher im Quellhäuschen am See. Frau Dr. Lorenz hatte am Tatabend nach Handtüchern verlangt, diese würden in ihrem Zimmer fehlen. Ihre eigenen Handtücher hatte sie zuvor in ihrem Koffer und am folgenden Morgen im Quellhäuschen versteckt, um sich so ein Alibi zu verschaffen. Daraufhin verständigt das Hotelpersonal die Polizei, da dieses Verhalten die Studienrätin verdächtig macht. Die Polizei nimmt sie auf der Burg Hohenbaden fest.
Im Verhör gesteht Studienrätin Dr. Lorenz: Auf der Reise hatte sie ein Verhältnis mit dem Reiseleiter Lüdecke begonnen. Zunächst konnten die beiden es vor der Reisegruppe erfolgreich geheim halten. Bei einem Schäferstündchen im Reisebus wurden die beiden jedoch von Martha Turowski ertappt, als diese von ihrem Schlaf in der Bustoilette wieder erwacht war.
Später ging Frau Dr. Lorenz Frau Turowski hinterher, um sie zum Stillschweigen zu verpflichten. Frau Dr. Lorenz verkehrt in Kiel in „besseren Kreisen“, zudem ist eine ihrer Schülerinnen in der Reisegruppe dabei. Doch Frau Turowski verspottete sie nur und beleidigte sie als „Hure“. Da schlug Frau Lorenz auf Frau Turowski ein, und diese fiel in den See. Später erstach sie Reiseleiter Lüdecke, weil dieser ahnte, dass sie die Täterin war. Herr Niebüll hatte sie ahnungslos am Quellhäuschen fotografiert, daher wollte sie ihm den Film stehlen, auf dem das verräterische Negativ zu sehen ist.